# TAP Kanzen naru shiiku
TAP Kanzen naru shiiku (Nhật: 完全なる飼育 Hepburn: TAP Kanzen naru shiiku, tạm dịch: Yêu kẻ bắt cóc: TAP, tiếng Anh: TAP: Perfect Education) là một bộ phim điện ảnh đề tài tâm lý tội phạm, khiêu dâm và tuổi mới lớn của Nhật Bản năm 2013 do Katashima Ikki làm đạo diễn và Hitoshizuku Lion viết kịch bản. Đây là tác phẩm thứ 8 và mới nhất của loạt phim điện ảnh dài kì Perfect Education, dựa trên cuốn tiểu thuyết Joshikôkôsei yuukai shiiku jiken của nữ nhà văn Matsuda Michiko. Phim có sự tham gia của Maekawa Reisa, Nishizawa Jinta, Takenaka Naoto và Arimori Narimi.

## Tóm tắt nội dung
Một yakuza tuổi trung niên tên là Shidara (Jinta), em trai ông trùm yakuza được anh trai giao nhiệm vụ canh chừng tại những tòa nhà không có người ở và tìm cách giằn mặt những người chủ nhà cho đến khi chúng chịu bỏ đi. Trong khi đó Yui (Reisa), con gái của ông trùm yakuza là một cô nữ sinh bất trị, chuyên tìm cách gây gổ với những bạn học cùng trang lứa, vì thế cô luôn bị chúng bạn miệt thị bằng biệt danh "con gái yakuza". Trong một lần bị đám nữ sinh xúm lại đánh hội đồng, Yui tức tối bỏ về nhà và định mang súng đến lớp trả đũa. Shidara biết trước ý đồ của Yui nên đến ngăn cô hành động, trong lúc hai người giằng co anh vô tình làm cô nữ sinh ngã đập đầu bất tỉnh. Shidara bèn bắt cóc Yui đem về chỗ ở riêng của mình với ý định "dạy dỗ" lại cô từ đầu. Anh nhuộm mái tóc của cô từ màu vàng sang đen và Yui không còn cách nào khác là phải chấp nhận quen dần sống với anh.
Lúc bị Shidara trói vào ban ngày khi anh đi vắng, Yui rất khổ sở trong việc sinh hoạt như uống nước nên cô vô cùng tức tối. Cô mò được khẩu súng của mình mà Shidara đã cất giấu và có cơ hội dùng nó giết anh, nhưng cô lại chỉ dọa anh bằng khẩu súng không đạn và chấp nhận ở lại. Một lần nọ Shidara bị đám yakuza đánh tơi tả, Yui đến đánh thức anh dậy và anh quyết định cùng cô làm những điều mà anh mong muốn từ lâu nhưng chưa thành hiện thực. Shidara cùng Yui đến thăm mẹ của anh, trên đường đi hai người trò chuyện và vui đùa cùng nhau, khiến mối quan hệ của họ ngày càng thân thiết. Rồi một tối, tình yêu giữa Yui và Shidara chớm nở, hai người hôn nhau rồi làm tình dưới trời mưa. Một tên yakuza có thù với Shidara lần ra chỗ ở của anh và định đe dọa tính mạng Yui, nhưng anh đã kịp thời giao đấu và đâm chết y cũng như cứu mạng cô, họ xúc động ôm nhau rồi ân ái thêm lần nữa. Sau đó Shidara quyết tâm sẽ đi thanh toán với bọn yakuza đối địch và cuốn vào cuộc hỗn chiến, một phần là để lấy lại bản lĩnh yakuza của mình, đồng thời để lại di thư cho Yui. Sau một loạt trận đánh, Shidara bị thương tích nặng đầy mình, lúc anh cận kề cái chết Yui đến cạnh thi thể anh để lấy lại khẩu súng của mình trong người Shidara. Phim kết thúc với cảnh ông trùm yakuza–anh trai của Shidara và gia đình mai táng cho anh.

## Phân vai
- Maekawa Reisa vai Yui, con gái của ông trùm yakuza và tình nhân của Shirada
- Nishizawa Jinta vai Shidara, em trai ông trùm yakuza và phục vụ cho ông. Anh còn đem lòng yêu con gái ông là Yui
- Arimori Narimi vai mẹ của Yui.